# Simrishamns landsfiskalsdistrikt
Simrishamns landsfiskalsdistrikt var 1918–1964 ett landsfiskalsdistrikt i Kristianstads län, bildat som Järrestads landsfiskalsdistrikt när Sveriges indelning i landsfiskalsdistrikt trädde i kraft den 1 januari 1918, enligt beslut den 7 september 1917. Namnet ändrades 1 januari 1944 till Simrishamns landsfiskalsdistrikt. Den 1 januari 1965 avskaffades i Sverige samtliga landsfiskaler och landsfiskalsdistrikt, och deras arbetsuppgifter delades upp på de nyskapade indelningarna polisdistrikt, åklagardistrikt och kronofogdedistrikt.
Landsfiskalsdistriktet låg under länsstyrelsen i Kristianstads län.

## Ingående områden
När Sveriges nya indelning i landsfiskalsdistrikt trädde i kraft den 1 oktober 1941 (enligt kungörelsen den 28 juni 1941) lämnades Järrestads landsfiskalsdistrikt opåverkat, men regeringen anförde i kungörelsen att den ville i framtiden besluta om Simrishamns stads förenande med landsfiskalsdistriktet. Den 1 januari 1944 (enligt beslut den 30 juni 1943) förenades staden i utsökningshänseende, men inte polis- och åklagarhänseende, vilket staden fortsatte att sköta själv. Enligt samma beslut skulle landsfiskalsdistriktet från 1 januari 1944 benämnas Simrishamn. Den 1 januari 1945 sammanslogs Simris landskommun med Östra Nöbbelövs landskommun för att bilda Simris-Nöbbelövs landskommun. 7 oktober 1948 förenades staden med distriktet även i polis- och åklagarhänseende, och tillhörde då i alla avseenden landsfiskalsdistriktet, samtidigt som stadsfiskalsjänsten i Simrishamn upphörde. När Sveriges nya indelning i landsfiskalsdistrikt trädde i kraft den 1 januari 1952 (enligt kungörelsen 1 juni 1951) ändrades indelningen av distriktets ingående områden.

### Från 1918
Ingelstads härad:
- Östra Hoby landskommun

Järrestads härad:
- Bolshögs landskommun
- Gladsax landskommun
- Järrestads landskommun
- Simris landskommun
- Stiby landskommun
- Vallby landskommun
- Östra Nöbbelövs landskommun
- Östra Tommarps landskommun
- Östra Vemmerlövs landskommun

### Från 1944
- Simrishamns stad (endast i utsökningshänseende)[4]

Ingelstads härad:
- Östra Hoby landskommun

Järrestads härad:
- Bolshögs landskommun
- Gladsax landskommun
- Järrestads landskommun
- Simris landskommun
- Stiby landskommun
- Vallby landskommun
- Östra Nöbbelövs landskommun
- Östra Tommarps landskommun
- Östra Vemmerlövs landskommun

### Från 1945
- Simrishamns stad (endast i utsökningshänseende)[4]

Ingelstads härad:
- Östra Hoby landskommun

Järrestads härad:
- Bolshögs landskommun
- Gladsax landskommun
- Järrestads landskommun
- Simris-Nöbbelövs landskommun
- Stiby landskommun
- Vallby landskommun
- Östra Tommarps landskommun
- Östra Vemmerlövs landskommun

### Från 7 oktober 1948
- Simrishamns stad

Ingelstads härad:
- Östra Hoby landskommun

Järrestads härad:
- Bolshögs landskommun
- Gladsax landskommun
- Järrestads landskommun
- Simris-Nöbbelövs landskommun
- Stiby landskommun
- Vallby landskommun
- Östra Tommarps landskommun
- Östra Vemmerlövs landskommun

### Från 1 januari 1952
- Borrby landskommun
- Hammenhögs landskommun
- Simrishamns stad
- Tommarps landskommun